# Neanderkirche (Erkrath-Hochdahl)

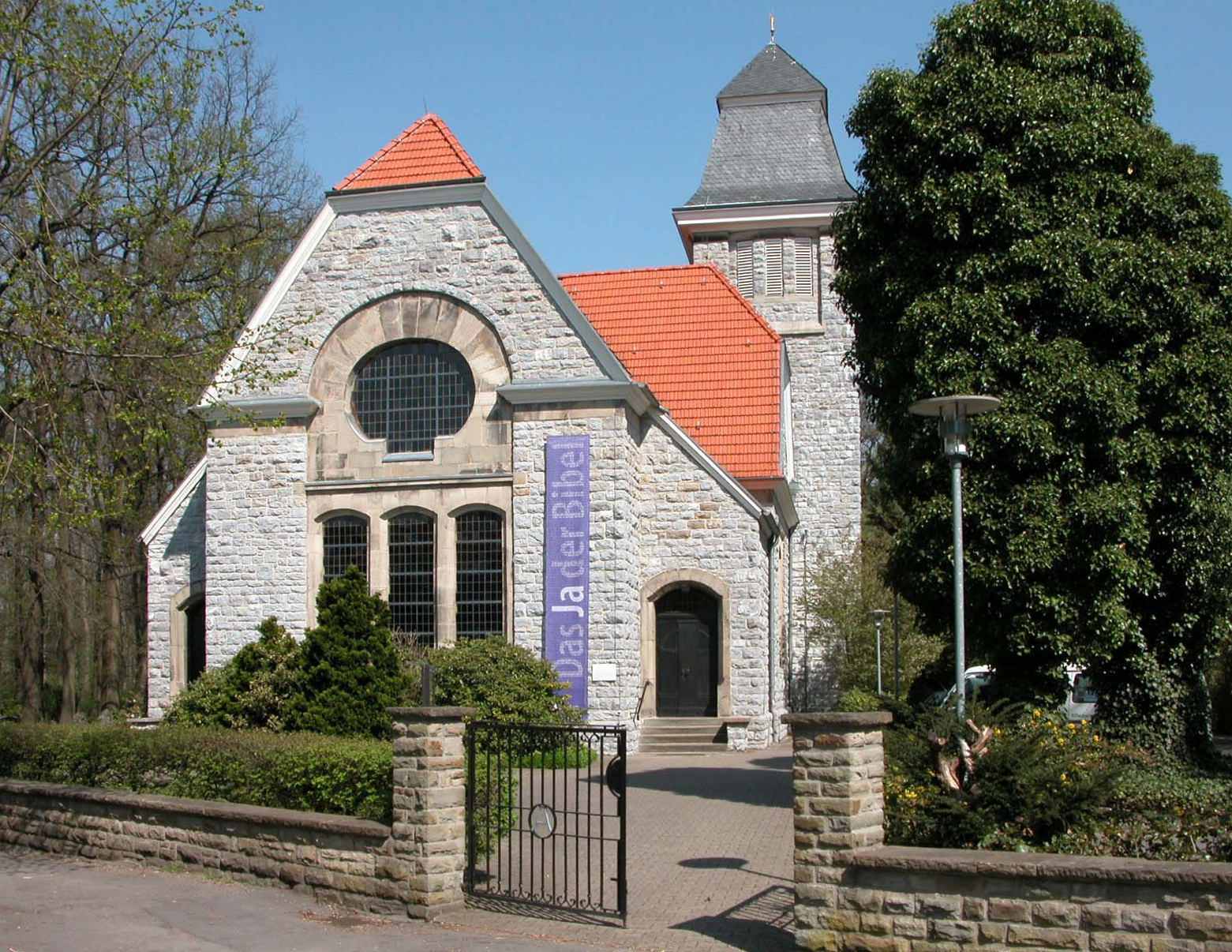

Die evangelische Neanderkirche im heutigen Erkrather Stadtteil Hochdahl ist nach dem Kirchenliederdichter Joachim Neander benannt. Sie steht in unmittelbarer Nähe zum gleichfalls nach ihm benannten Neandertal und ist in die Liste der Baudenkmäler in Erkrath eingetragen.

## Gründung von Kirche und Gemeinde
Durch die stürmische Entwicklung der Industrie der Region und vor allem durch den Bau der Eisenbahnlinie der Düsseldorf-Elberfelder Eisenbahn-Gesellschaft von 1837 bis 1841 von Düsseldorf nach Elberfeld (heute Stadtteil von Wuppertal) kamen sowohl gebildete und begüterte evangelische Industrielle, die sich hier Villen bauten, als auch evangelische preußische Beamte von Bahn, Post und Verwaltung und dazu zahlreiche Industriearbeiter in die Gegend, sodass die Notwendigkeit einer eigenen kirchlichen Betreuung aufkam. So initiierte Adolf Boeddinghaus, ein Textilfabrikant aus Elberfeld, der sich vom Elberfelder Architekten Heinrich Plange beim Hochdaler Feldhof seine Villa „Neanderhöhe“ hatte bauen lassen, 1899 einen Kirchbauverein, für den er zehn Honoratioren, Hüttendirektor, Bahnhofsvorsteher, Postverwalter, Gutsbesitzer und den Sanitätsrat Karl Sudhoff gewinnen konnte, und der bis zum offiziellen Gründungstag am 7. Januar 1900 auf 53 und bis zum Baubeginn auf über 90 Mitglieder anwuchs. Nachdem Boeddinghaus das Gründungskapital von circa 8000 Mark noch zwei Mal aufstockte bis über die Hälfte der Baukosten von 45.000 Mark, konnte die Kirche gebaut, angemessen ausgestattet und nach zweijähriger Bauzeit am 23. Juli 1905 durch den Erkrather Pfarrer und Superintendenten Friedrich Wilhelm Bleier eingeweiht werden. Die Feier begann mit dem vom Kinderchor gesungenen Neanderlied Lobe den Herren. Auf Wunsch des Bauvereins wurde die Kirche nach Joachim Neander benannt (Die 200 Jahre ältere Kirche in Düsseldorf, in deren Gemeinde Neander einst diente, wurde erst 1916 nach Neander umbenannt).
Die Zahl der Gemeindemitglieder, die die neue Kirche besuchten, wuchs an, sodass Verhandlungen mit der Kirchenleitung und der Kirchengemeinde Erkrath geführt wurden, um eine eigene Kirchengemeinde zu konstituieren. Diese konnte am 1. April 1926 gebildet werden, blieb aber weiter pfarramtlich mit Erkrath verbunden. Durch weitere Verhandlungen zusammen mit Arrondierungen aus den Gemeinden in Mettmann und Gruiten sollte auch eine eigene Pfarrstelle erreicht werden. Seit 1924 bekam Hochdahl eine Hilfspredigerstelle zugewiesen, nachdem man ein Pfarrhaus gebaut hatte. Erster ordentlicher Pfarrer in Hochdahl war dann Pastor von Derschau ab 1946. Damit war die letzte Bindung an Erkrath gelöst. Bis 1973 wurden für die Bezirke Millrath und Sandheide zwei weitere Pfarrstellen geschaffen. 1977 kam noch eine vierte für Willbeck hinzu. Die Gemeinde, die zum Kirchenkreis Düsseldorf-Mettmann der Evangelischen Kirche im Rheinland gehört, hat zurzeit etwa 8.000 Seelen und seit 2001 noch drei Pfarrer, die mehrere Predigtstätten betreuen, darunter als Besonderheit ein ökumenisches Haus der Kirchen in der Innenstadt am Markt.

## Baubeschreibung

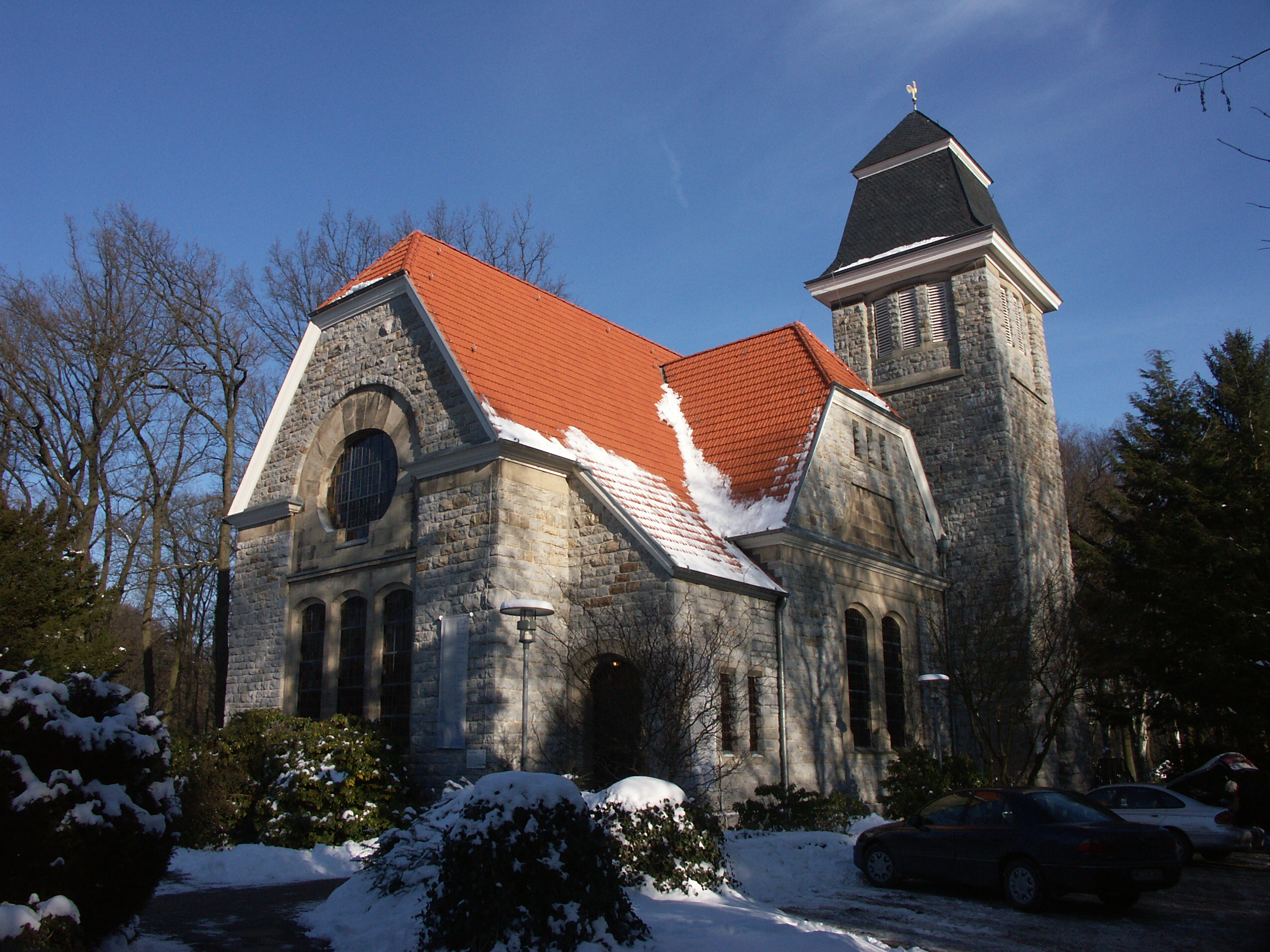

Die Kirche ist aus dem nahebei im Mettmanner Tal, dem Nebental des Neandertals, gebrochenen Kalkstein errichtet, die Fensterfassungen aus Sandstein. Sie hat durch die nach außen rustikal wirkende Bauweise in Naturstein einen Mischstil, der etwas an den Wilhelminischen Stil und den Historismus angelehnt ist, verbunden mit Jugendstil-Elementen insbesondere bei der Innenausstattung. Sie wurde vom Hausarchitekten des Unternehmers Boeddinghaus, Heinrich Plange, gebaut. Die Kirche hat die Form zweier sich kreuzender Schiffe mit gewalmten Dächern und einem seitlich versetzten Turm, der mit seinem viereckigen gestuften Helm die Kirche nur wenig überragt. Das Geläut besteht aus zwei Stahlglocken in a und fis des Bochumer Vereins, die noch heute ihren Dienst verrichten. Das Querhaus ist etwas niedriger als das Langhaus und ragt auch nur wenig aus dem Baukörper heraus. Dadurch, dass das Dach im Inneren durch Säulen gestützt ist, wirkt der Innenraum fasst als Zentralbau.
1908 konnte im Altarraum eine Orgel eingebaut werden. 1971 bekam die Kirche eine neue Orgel.

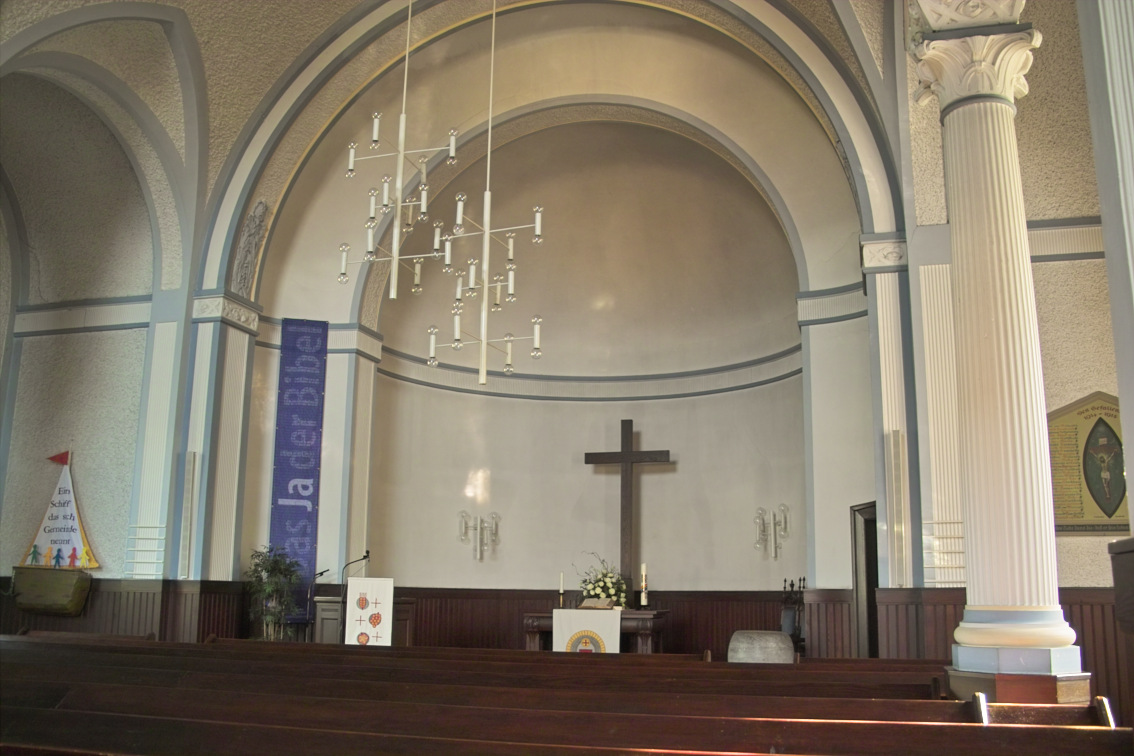
Blick auf den Altar

1954 erfuhr die Kirche im Inneren eine gründliche Renovierung, bei der durch den Einbau einer Empore für die Orgel auch noch Platz für zusätzliche 50 Gottesdienstbesucher geschaffen wurde. Den Altarraum schmückt nun ein großes Holzkreuz. Im Jahre 2000 wurden Dach und Außenmauern saniert.
Die Kirche ist seit Oktober 2004 offene Kirche, das bedeutet, dass sie an allen Tagen der Woche in der Regel von 10 bis 16 Uhr zugänglich ist.

## Kirchenstiftung
Das Engagement Hochdahler Bürger aus den Anfängen der Kirche setzt sich unter veränderten Erfordernissen auch in der heutigen Zeit fort. Ein anonym bleibender Spender, Unternehmensberater, stiftete 2002 den größten Teil des Grundkapitals von 50.000 DM für eine Kirchenstiftung zur Unterstützung der Aufgaben der Gemeinde. Dies Kapital ist durch Zustiftungen evangelischer Hochdahler Bürger 2011 auf etwa 288.000 € angewachsen.